# Hyles maura
Hyles maura är en fjärilsart som beskrevs av Charles Oberthür 1904. Hyles maura ingår i släktet Hyles och familjen svärmare. Inga underarter finns listade i Catalogue of Life.